# أندريا ليمان
أندريا ليمان (بالألمانية: Andrea Lehmann)‏ هي رسامة ألمانية، ولدت في 1975 في دوسلدورف في ألمانيا.